# Issittup Partiia
Die Issittup Partiia (grönländisch für „Polar-Partei“) war eine politische Partei in Grönland.

## Geschichte
Die Issittup Partiia entstand im Februar 1987 aus der ein Jahr zuvor gegründeten Erwerbsvereinigung. Gründer war der KNAPK-Vorsitzende Nikolaj Heinrich, der zuvor Mitglied der Siumut gewesen war. Die Partei erhielt bei der Wahl im Gründungsjahr über Tausend Stimmen und damit einen Parlamentssitz. Ab 1988 unterstützte die Partei zusammen mit der Atassut die Minderheitsregierung der Siumut. 1991 rutschte die Partei auf 2,8 % der Stimmen ab, was jedoch noch immer für einen Parlamentssitz reichte. Bei der Wahl 1995 trat die Partei nur noch mit einem einzelnen Kandidaten in einem Wahlkreis an, der 90 Stimmen erhielt. Anschließend verschwand die Partei von der Bildfläche. 

## Politische Ausrichtung
Bei der Gründung gab Nikolaj Heinrich als politische Ziele an, dass ein Großteil der grönländischen Unternehmen privatisiert werden sollten, da sich zu diesem Zeitpunkt 80 % der Arbeitsplätze in öffentlicher Hand befanden. Dazu sollte die Wirtschaft gestärkt werden und Bildung verbessert. Fischer und Jäger sollten gefördert und Jagd- und Fangquoten aufgehoben werden. Außerdem wurde ein Fokus auf die Bekämpfung des Alkoholismus in Grönland gelegt. Er sah seine Partei zentral zwischen Siumut und Atassut positioniert. Andererseits wird die Partei aber auch als nationalistisches Gegenstück zur Atassut gesehen.

## Parteivorsitzende
- 1987–???: Nikolaj Heinrich
- ???–1995: Knud Kleist

## Wahlergebnisse

### Parlamentswahlen
| Wahl | Stimmen | Stimmenanteil | Sitze  | Platz | Folge                                                    |
| ---- | ------- | ------------- | ------ | ----- | -------------------------------------------------------- |
| 1987 | 1.119   | 4,4 %         | 1 / 27 | 4     | Opposition, ab 1988 Tolerierung der Minderheitsregierung |
| 1991 | 0706    | 2,8 %         | 1 / 27 | 5     | Opposition                                               |
| 1995 | 0090    | 0,4 %         | 0 / 31 | 7     | nicht im Parlament vertreten                             |

### Folketingswahlen
| Wahl | Stimmen | Stimmenanteil | Sitze | Platz | Abgeordneter    |
| ---- | ------- | ------------- | ----- | ----- | --------------- |
| 1987 | 474     | 3,0 %         | 0 / 2 | 4     | nicht vertreten |
| 1988 | 821     | 3,9 %         | 0 / 2 | 4     | nicht vertreten |
| 1990 | 366     | 1,9 %         | 0 / 2 | 4     | nicht vertreten |